# Quentin Tod
Quentin Tod, també anomenat a vegades Quentin Todd, (Kent, 27 de desembre de 1884 - Chelsea, Londres, 5 de maig de 1947) fou un actor, ballarí i coreògraf anglès, pioner de la televisió. Era devot del místic indi Meher Baba.

## Biografia
Quentin Tod va néixer a Kent. Feu el seu debut com a actor el 1911, en una comèdia musical de Broadway, Marriage a la Carte. La seva primera actuació en cinema va ser el 1930, en la comèdia de Monty Banks, The New Waiter. També era un ballarí de la primera versió televisada de l'obra A Midsummer Night's Dream el 1937 i fou coreògraf de ballet a la perfòrmance televisada de Dick Whittington and His Cat. El 1938 va fer Have You Brought Your Music per la televisió BBC. També tocà amb l'Orquestra de la BBC.
Quentin Tod es va trobar amb el mestre espiritual Meher Baba a Londres el 1931 i esdevingué un seguitor devot seu per tota la seva vida.
Tod va morir el 1947 de malnutrició a Chelsea a l'edat de seixanta-dos anys.